# Miracolo eucaristico di Cascia

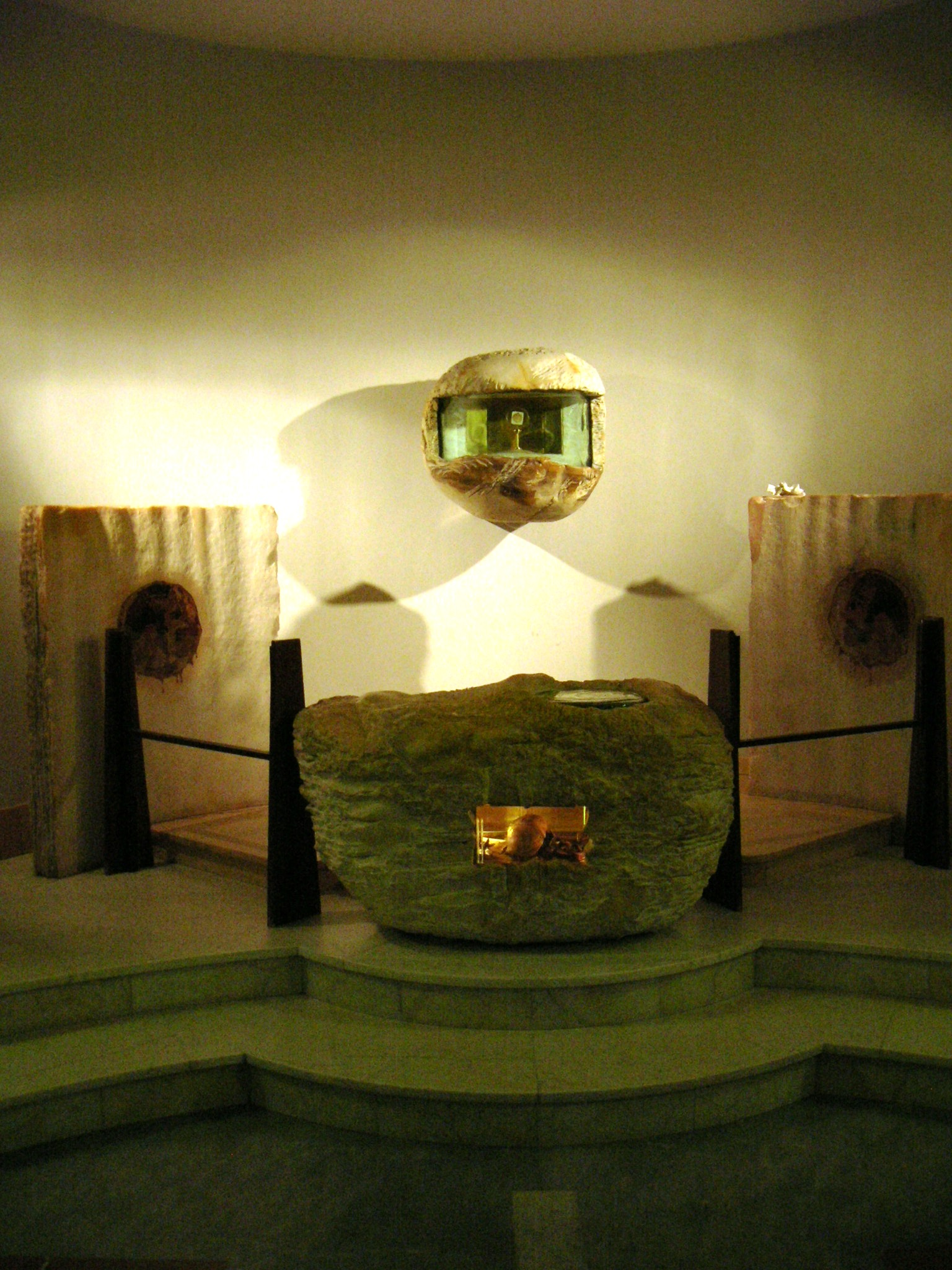
L'altare del miracolo eucaristico

Il miracolo eucaristico di Cascia sarebbe avvenuto in realtà nei pressi di Siena nel 1330: un'ostia consacrata, conservata impropriamente da un sacerdote tra le pagine del breviario, si sarebbe tramutata in sangue.

## Storia
Secondo antichi documenti, conservati nel convento agostiniano di Cascia,  nel 1330 un sacerdote, dovendo recarsi vicino a Siena da un contadino infermo per portargli la comunione, aveva riposto tra le pagine del breviario l'ostia consacrata: al momento di somministrare il Sacramento, si sarebbe accorto che la particola si era trasformata in sangue, macchiando entrambe le pagine del libro.
Pentito per la propria leggerezza, il prete si era recato allora al convento agostiniano di Siena, raccontando l'accaduto a padre Simone Fidati da Cascia, oggi beato, che gli aveva concesso l'assoluzione per la poca devozione dimostrata, ottenendo inoltre di poter tenere le pagine macchiate, conservate in seguito l'una a Siena, l'altra a Cascia, dove si trova tuttora nel nuovo santuario, costruito al posto dell'antica chiesa di Sant'Agostino, ed è custodita nello stesso luogo che ospita le spoglie di santa Rita e del beato Simone Fidati.
La reliquia conservata a Cascia, custodita in un reliquiario d'argento, è oggetto da secoli di devozione; il 10 gennaio 1401, papa Bonifacio IX dichiarò l'evento miracoloso con un'apposita bolla, nella quale concedeva la stessa indulgenza della Porziuncola a quanti, "contriti e confessati", avessero visitato la chiesa di Sant'Agostino nel giorno del Corpus Domini.
Secondo alcune testimonianze, nella macchia di sangue impressa sulla pagina sarebbe possibile distinguere un volto umano sofferente, mentre dalla reliquia emanerebbe a volte lo stesso profumo emanato spesso dal corpo di Santa Rita.
Non è rimasta traccia invece della reliquia conservata a Siena, la cui devozione è però ricordata da alcune testimonianze dell'epoca.